# Costa Rica az 1976. évi nyári olimpiai játékokon
Costa Rica a kanadai Montréalban megrendezett 1976. évi nyári olimpiai játékok egyik részt vevő nemzete volt. Az országot az olimpián 4 sportágban 5 sportoló képviselte, akik érmet nem szereztek.

## Íjászat
| Versenyző       | Versenyszám  | 1. forduló | 1. forduló | 2. forduló | 2. forduló | Összesítés | Összesítés |
| Versenyző       | Versenyszám  | Pont       | Hely.      | Pont       | Hely.      | Pont       | Helyezés   |
| --------------- | ------------ | ---------- | ---------- | ---------- | ---------- | ---------- | ---------- |
| Luis González   | Férfi egyéni | 1000       | 37.        | 1005       | 37.        | 2005       | 37.        |
| Juan José Wedel | Férfi egyéni | 1097       | 31.        | 1068       | 33.        | 2165       | 34.        |

## Kerékpározás

### Országúti kerékpározás
Férfi
| Versenyző       | Versenyszám   | Idő           | Helyezés      |
| --------------- | ------------- | ------------- | ------------- |
| Carlos Alvarado | Mezőnyverseny | nem ért célba | nem ért célba |

## Sportlövészet
Nyílt
| Versenyző        | Versenyszám           | Pont | Helyezés |
| ---------------- | --------------------- | ---- | -------- |
| Hugo Chamberlain | Sportpuska, összetett | 1086 | 54.      |
| Hugo Chamberlain | Sportpuska, fekvő     | 580  | 68.      |

## Úszás
Női
| Versenyző   | Versenyszám    | Előfutam | Előfutam | Előfutam | Elődöntő | Elődöntő | Elődöntő | Döntő   | Döntő    |
| Versenyző   | Versenyszám    | Idő      | Hely.    | Össz.    | Idő      | Hely.    | Össz.    | Idő     | Helyezés |
| ----------- | -------------- | -------- | -------- | -------- | -------- | -------- | -------- | ------- | -------- |
| María París | 100 m gyors    | 1:01,53  | 6.       | 34.      | kiesett  | kiesett  | kiesett  | kiesett | kiesett  |
| María París | 200 m gyors    | 2:13,17  | 6.       | 30.      |          |          |          | kiesett | kiesett  |
| María París | 400 m gyors    | 4:40,35  | 6.       | 27.      |          |          |          | kiesett | kiesett  |
| María París | 100 m pillangó | 1:03,67  | 2.       | 13.      | 1:03,27  | 6.       | 11.      | kiesett | kiesett  |
| María París | 200 m pillangó | 2:23,52  | 5.       | 24.      |          |          |          | kiesett | kiesett  |